# سيزار كوردوبا
سيزار كوردوبا (بالإسبانية: César Córdoba)‏ (23 أكتوبر 1980 ببرشلونة في إسبانيا - ) هو ملاكم تايلندي وملاكم كيك بوكسينغ وملاكم إسباني.

## روابط خارجية
- سيزار كوردوبا على موقع بوكس ريك (الإنجليزية) (registration required)